# Hrabstwo St. Lawrence
St. Lawrence – hrabstwo (ang. county) w stanie Nowy Jork w USA.

## Geografia
Powierzchnia hrabstwa wynosi 2821,44 mi² (około 7307,5 km²). Według stanu na 2010 rok jego populacja wynosi 111 944 osoby, a liczba gospodarstw domowych: 52 133. W 2000 roku zamieszkiwało je 111 919 osób, a w 1990 mieszkańców było 111 974.

### Miasta[1]
- Brasher
- Canton
- Clare
- Clifton
- Colton
- De Kalb
- De Peyster
- Edwards
- Fine
- Fowler
- Gouverneur
- Hammond
- Hermon
- Hopkinton
- Lawrence
- Lisbon
- Louisville
- Macomb
- Madrid
- Massena
- Morristown
- Norfolk
- Ogdensburg
- Oswegatchie
- Parishville
- Piercefield
- Pierrepont
- Pitcairn
- Potsdam
- Rossie
- Russell
- Stockholm
- Waddington

### Wsie[1]
- Canton
- Gouverneur
- Hammond
- Hermon
- Heuvelton
- Massena
- Morristown
- Norwood
- Potsdam
- Rensselaer Falls
- Richville
- Waddington

### CDP
- Brasher Falls-Winthrop
- Colton
- Cranberry Lake
- DeKalb Junction
- Edwards
- Hailesboro
- Hannawa Falls
- Madrid
- Norfolk
- Parishville
- Star Lake